# 6 Heures de Spa 2020
Navigation
Édition précédente Édition suivante
Les 6 Heures de Spa 2020 (officiellement appelé les Total 6 Heures de Spa-Francorchamps 2020), sont la 40e édition de l'épreuve et la 7e manche du calendrier du Championnat du monde d'endurance FIA 2019-2020. Elles devaient avoir lieu du 23 avril 2020 au 25 avril 2020 mais le 16 mars 2020, les organisateurs du championnat du monde annoncent le report de la course en raison de l'épidémie de covid-19. Le 3 avril 2020, les organisateurs annoncent que la course aura lieu le samedi 15 août 2020.

## La course

### Classement de la course
Voici le classement officiel au terme de la course.
- Les premiers de chaque catégorie du championnat du monde sont signalés par un fond jaune.
- Pour la colonne Pneus, il faut passer le curseur au-dessus du modèle pour connaître le manufacturier de pneumatiques.

| Pos  | Classe    | no | Écurie                | Pilotes                                                  | Châssis                        | Pneus | Tours | Temps               |
| Pos  | Classe    | no | Écurie                | Pilotes                                                  | Moteur                         | Pneus | Tours | Temps               |
| ---- | --------- | -- | --------------------- | -------------------------------------------------------- | ------------------------------ | ----- | ----- | ------------------- |
| 1    | LMP1      | 7  | Toyota Gazoo Racing   | Mike Conway Kamui Kobayashi José María López             | Toyota TS050 Hybrid            | M     | 143   | 6 h 00 min 02 s 534 |
| 1    | LMP1      | 7  | Toyota Gazoo Racing   | Mike Conway Kamui Kobayashi José María López             | Toyota 2,4 L V6 Bi-Turbo       | M     | 143   | 6 h 00 min 02 s 534 |
| 2    | LMP1      | 8  | Toyota Gazoo Racing   | Sébastien Buemi Kazuki Nakajima Brendon Hartley          | Toyota TS050 Hybrid            | M     | 143   | + 34 s 170          |
| 2    | LMP1      | 8  | Toyota Gazoo Racing   | Sébastien Buemi Kazuki Nakajima Brendon Hartley          | Toyota 2,4 L V6 Bi-Turbo       | M     | 143   | + 34 s 170          |
| 3    | LMP1      | 1  | Rebellion Racing      | Bruno Senna Gustavo Menezes Norman Nato                  | Rebellion R13                  | M     | 142   | + 1 tour            |
| 3    | LMP1      | 1  | Rebellion Racing      | Bruno Senna Gustavo Menezes Norman Nato                  | Gibson GK458 4,5 L V8 Atmo     | M     | 142   | + 1 tour            |
| 4    | LMP2      | 22 | United Autosports     | Phil Hanson Filipe Albuquerque Paul Di Resta             | Oreca 07                       | M     | 140   | + 3 tours           |
| 4    | LMP2      | 22 | United Autosports     | Phil Hanson Filipe Albuquerque Paul Di Resta             | Gibson GK428 4,2 L V8 Atmo     | M     | 140   | + 3 tours           |
| 5    | LMP2      | 42 | Cool Racing           | Nicolas Lapierre Antonin Borga Alexandre Coigny          | Oreca 07                       | M     | 139   | + 4 tours           |
| 5    | LMP2      | 42 | Cool Racing           | Nicolas Lapierre Antonin Borga Alexandre Coigny          | Gibson GK428 4,2 L V8 Atmo     | M     | 139   | + 4 tours           |
| 6    | LMP2      | 29 | Racing Team Nederland | Frits van Eerd Giedo Van der Garde Job van Uitert        | Oreca 07                       | M     | 139   | + 4 tours           |
| 6    | LMP2      | 29 | Racing Team Nederland | Frits van Eerd Giedo Van der Garde Job van Uitert        | Gibson GK428 4,2 L V8 Atmo     | M     | 139   | + 4 tours           |
| 7    | LMP2      | 38 | Jota                  | Roberto González António Félix da Costa Anthony Davidson | Oreca 07                       | G     | 139   | + 4 tours           |
| 7    | LMP2      | 38 | Jota                  | Roberto González António Félix da Costa Anthony Davidson | Gibson GK428 4,2 L V8 Atmo     | G     | 139   | + 4 tours           |
| 8    | LMP2      | 47 | Cetilar Racing        | Roberto Lacorte Andrea Belicchi Giorgio Sernagiotto      | Dallara P217                   | M     | 137   | + 6 tours           |
| 8    | LMP2      | 47 | Cetilar Racing        | Roberto Lacorte Andrea Belicchi Giorgio Sernagiotto      | Gibson GK428 4,2 L V8 Atmo     | M     | 137   | + 6 tours           |
| 9    | LMGTE Pro | 92 | Porsche GT Team       | Michael Christensen Kévin Estre                          | Porsche 911 RSR-19             | M     | 135   | + 8 tours           |
| 9    | LMGTE Pro | 92 | Porsche GT Team       | Michael Christensen Kévin Estre                          | Porsche 4,0 L Flat-6 Atmo      | M     | 135   | + 8 tours           |
| 10   | LMGTE Pro | 98 | Aston Martin Racing   | Nicki Thiim Marco Sørensen                               | Aston Martin Vantage AMR       | M     | 135   | + 8 tours           |
| 10   | LMGTE Pro | 98 | Aston Martin Racing   | Nicki Thiim Marco Sørensen                               | Aston Martin 4,0 L V8 Bi-Turbo | M     | 135   | + 8 tours           |
| 11   | LMGTE Pro | 97 | Aston Martin Racing   | Alex Lynn Maxime Martin                                  | Aston Martin Vantage AMR       | M     | 135   | + 8 tours           |
| 11   | LMGTE Pro | 97 | Aston Martin Racing   | Alex Lynn Maxime Martin                                  | Aston Martin 4,0 L V8 Bi-Turbo | M     | 135   | + 8 tours           |
| 12   | LMGTE Pro | 51 | AF Corse              | James Calado Alessandro Pier Guidi                       | Ferrari 488 GTE Evo            | M     | 135   | + 8 tours           |
| 12   | LMGTE Pro | 51 | AF Corse              | James Calado Alessandro Pier Guidi                       | Ferrari F154CB 3,9 L V8 Turbo  | M     | 135   | + 8 tours           |
| 13   | LMGTE Pro | 91 | Porsche GT Team       | Richard Lietz Gianmaria Bruni                            | Porsche 911 RSR-19             | M     | 135   | + 8 tours           |
| 13   | LMGTE Pro | 91 | Porsche GT Team       | Richard Lietz Gianmaria Bruni                            | Porsche 4,0 L Flat-6 Atmo      | M     | 135   | + 8 tours           |
| 14   | LMGTE Pro | 71 | AF Corse              | Davide Rigon Miguel Molina                               | Ferrari 488 GTE Evo            | M     | 135   | + 8 tours           |
| 14   | LMGTE Pro | 71 | AF Corse              | Davide Rigon Miguel Molina                               | Ferrari F154CB 3,9 L V8 Turbo  | M     | 135   | + 8 tours           |
| 15   | LMGTE Am  | 83 | AF Corse              | François Perrodo Emmanuel Collard Nicklas Nielsen        | Ferrari 488 GTE Evo            | M     | 134   | + 9 tours           |
| 15   | LMGTE Am  | 83 | AF Corse              | François Perrodo Emmanuel Collard Nicklas Nielsen        | Ferrari F154CB 3,9 L V8 Turbo  | M     | 134   | + 9 tours           |
| 16   | LMGTE Am  | 77 | Dempsey-Proton Racing | Matt Campbell Christian Ried Riccardo Pera               | Porsche 911 RSR                | M     | 134   | + 9 tours           |
| 16   | LMGTE Am  | 77 | Dempsey-Proton Racing | Matt Campbell Christian Ried Riccardo Pera               | Porsche 4,0 L Flat-6 Atmo      | M     | 134   | + 9 tours           |
| 17   | LMGTE Am  | 90 | TF Sport              | Salih Yoluç Charlie Eastwood Jonathan Adam               | Aston Martin Vantage AMR       | M     | 134   | + 9 tours           |
| 17   | LMGTE Am  | 90 | TF Sport              | Salih Yoluç Charlie Eastwood Jonathan Adam               | Aston Martin 4,0 L V8 Bi-Turbo | M     | 134   | + 9 tours           |
| 18   | LMGTE Am  | 56 | Team Project 1        | Egidio Perfetti Laurents Hörr Matteo Cairoli             | Porsche 911 RSR                | M     | 133   | + 10 tours          |
| 18   | LMGTE Am  | 56 | Team Project 1        | Egidio Perfetti Laurents Hörr Matteo Cairoli             | Porsche 4,0 L Flat-6 Atmo      | M     | 133   | + 10 tours          |
| 19   | LMGTE Am  | 88 | Dempsey-Proton Racing | Gian Luca Giraudi Ricardo Sanchez Lucas Légeret          | Porsche 911 RSR                | M     | 133   | + 10 tours          |
| 19   | LMGTE Am  | 88 | Dempsey-Proton Racing | Gian Luca Giraudi Ricardo Sanchez Lucas Légeret          | Porsche 4,0 L Flat-6 Atmo      | M     | 133   | + 10 tours          |
| 20   | LMGTE Am  | 57 | Team Project 1        | Ben Keating Felipe Fraga Jeroen Bleekemolen              | Porsche 911 RSR                | M     | 133   | + 10 tours          |
| 20   | LMGTE Am  | 57 | Team Project 1        | Ben Keating Felipe Fraga Jeroen Bleekemolen              | Porsche 4,0 L Flat-6 Atmo      | M     | 133   | + 10 tours          |
| 21   | LMGTE Am  | 54 | AF Corse              | Thomas Flohr Francesco Castellacci Giancarlo Fisichella  | Ferrari 488 GTE Evo            | M     | 133   | + 10 tours          |
| 21   | LMGTE Am  | 54 | AF Corse              | Thomas Flohr Francesco Castellacci Giancarlo Fisichella  | Ferrari F154CB 3,9 L V8 Turbo  | M     | 133   | + 10 tours          |
| 22   | LMGTE Am  | 62 | Red River Sport       | Bonamy Grimes Johnny Mowlem Charles Hollings             | Ferrari 488 GTE Evo            | M     | 132   | + 11 tours          |
| 22   | LMGTE Am  | 62 | Red River Sport       | Bonamy Grimes Johnny Mowlem Charles Hollings             | Ferrari F154CB 3,9 L V8 Turbo  | M     | 132   | + 11 tours          |
| 23   | LMP2      | 37 | Jackie Chan DC Racing | Ho-Pin Tung Ryan Cullen Will Stevens                     | Oreca 07                       | G     | 132   | + 11 tours          |
| 23   | LMP2      | 37 | Jackie Chan DC Racing | Ho-Pin Tung Ryan Cullen Will Stevens                     | Gibson GK428 4,2 L V8 Atmo     | G     | 132   | + 11 tours          |
| 24   | LMP2      | 33 | High Class Racing     | Mark Patterson Kenta Yamashita Anders Fjordbach          | Oreca 07                       | M     | 132   | + 11 tours          |
| 24   | LMP2      | 33 | High Class Racing     | Mark Patterson Kenta Yamashita Anders Fjordbach          | Gibson GK428 4,2 L V8 Atmo     | M     | 132   | + 11 tours          |
| 25   | LMGTE Am  | 98 | Aston Martin Racing   | Paul Dalla Lana Augusto Farfus Ross Gunn                 | Aston Martin Vantage AMR       | M     | 131   | + 12 tours          |
| 25   | LMGTE Am  | 98 | Aston Martin Racing   | Paul Dalla Lana Augusto Farfus Ross Gunn                 | Aston Martin 4,0 L V8 Bi-Turbo | M     | 131   | + 12 tours          |
| 26   | LMGTE Am  | 86 | Gulf Racing           | Michael Wainwright Andrew Watson Ben Barker              | Porsche 911 RSR                | M     | 130   | + 13 tours          |
| 26   | LMGTE Am  | 86 | Gulf Racing           | Michael Wainwright Andrew Watson Ben Barker              | Porsche 4,0 L Flat-6 Atmo      | M     | 130   | + 13 tours          |
| 27   | LMP1      | 4  | Bykolles Racing Team  | Tom Dillmann Bruno Spengler Oliver Webb                  | Enso CLM P1/01                 | M     | 126   | + 17 tours          |
| 27   | LMP1      | 4  | Bykolles Racing Team  | Tom Dillmann Bruno Spengler Oliver Webb                  | Gibson GK458 4,5 L V8 Atmo     | M     | 126   | + 17 tours          |
| 28   | LMP2      | 35 | Eurasia Motorsport    | Nobuya Yamanaka Nicholas Foster Roberto Merhi            | Ligier JS P217                 | M     | 122   | + 21 tours          |
| 28   | LMP2      | 35 | Eurasia Motorsport    | Nobuya Yamanaka Nicholas Foster Roberto Merhi            | Gibson GK428 4,2 L V8 Atmo     | M     | 122   | + 21 tours          |
| Abd. | LMP2      | 36 | Signatech Alpine ELF  | Thomas Laurent André Negrão Pierre Ragues                | Alpine A470                    | M     | 106   | Sortie de piste     |
| Abd. | LMP2      | 36 | Signatech Alpine ELF  | Thomas Laurent André Negrão Pierre Ragues                | Gibson GK428 4,2 L V8 Atmo     | M     | 106   | Sortie de piste     |

## Pole position et record du tour
- Pole position :  Gustavo Menezes (#1 Rebellion Racing) en 1 min 59 s 342
- Meilleur tour en course :  Gustavo Menezes (#1 Rebellion Racing) en 2 min 02 s 154

## Tours en tête
- no 1 Rebellion R13 - Rebellion Racing : 4 tours (1-4)[2]
- no 8 Toyota TS050 Hybrid - Toyota Gazoo Racing : 22 tours (5-19 / 22-28)
- no 7 Toyota TS050 Hybrid - Toyota Gazoo Racing : 117 tours (20-21 / 29-143)

## À noter
- Longueur du circuit : 7,004 km
- Distance parcourue par les vainqueurs : 1 001,6 km